# Erythroxylum zeylanicum
Erythroxylum zeylanicum är en tvåhjärtbladig växtart som beskrevs av Otto Eugen Schulz. Erythroxylum zeylanicum ingår i släktet Erythroxylum och familjen Erythroxylaceae. Inga underarter finns listade i Catalogue of Life.